# Natulab Laboratório Farmacêutico
A Natulab Laboratório Farmacêutico é uma empresa brasileira de capital aberto e do ramo da indústria farmacêutica. Foi fundada no ano de 2000 no município de Santo Antônio de Jesus, estado da Bahia. Sua produção tem destaque no mercado farmacêutico brasileiro nas categorias de medicamentos fitoterápicos e de medicamentos isentos de prescrição.
Em 2008, descumprimentos da legislação trabalhista levaram a empresa a assinar um termo de ajustamento de conduta (TAC) com o Ministério Público do Trabalho (MPT). Em 2010 adquiriu a marca Naturelife, pela qual comercializa sua linha de nutracêuticos e suplementos alimentares.
Em 2013, o fundo de investimentos private equity Pátria Investimentos comprou a empresa e assumiu o seu comando. Também nesse ano, a companhia foi apontada como a terceira melhor empresa para trabalhar na Bahia, de acordo com pesquisa feita pela Great Place to Work. E de acordo com a Revista Exame de 2013, que publicou a lista das 250 pequenas e médias empresas que mais cresceram no Brasil entre 2010 e 2012, o crescimento de 173% no período colocou a Natulab no 23.º lugar, sendo a companhia mais bem colocada da Bahia e a segunda do Nordeste Brasileiro.
Em 2017, a empresa foi condenada por descumprimento do TAC de 2008 e obrigada a fornecer equipamentos hospitalares à Prefeitura do município de Santo Antônio de Jesus (onde está instalada sua fábrica), além de firmar um novo TAC com o MPT. Em julho de 2019, inaugurou uma planta fabril dedicada à produção de suplementos alimentares. Em março de 2021, a farmacêutica obteve a licença para comercialização, no Brasil, de reguladores intestinais com base em probióticos sob a marca Floratil.